# Павлиця (Ілірська Бистриця)
Павлиця (словен. Pavlica) — поселення в общині Ілірська Бистриця, Регіон Нотрансько-крашка, Словенія. Висота над рівнем моря: 623,4 м.